# Santuario Maria Santissima del Buon Consiglio

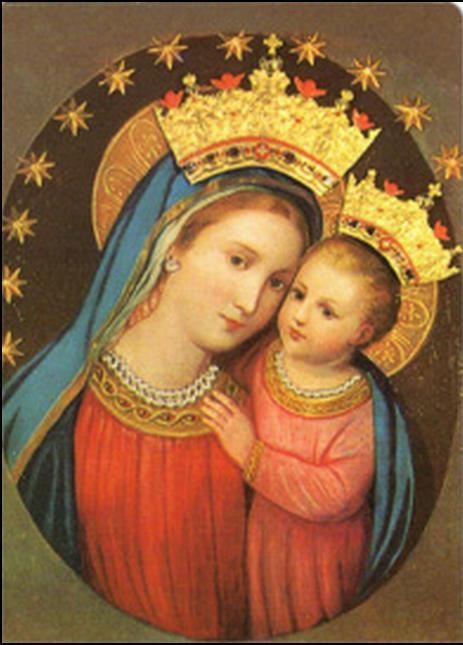
Immagine della Madonna del Buon Consiglio

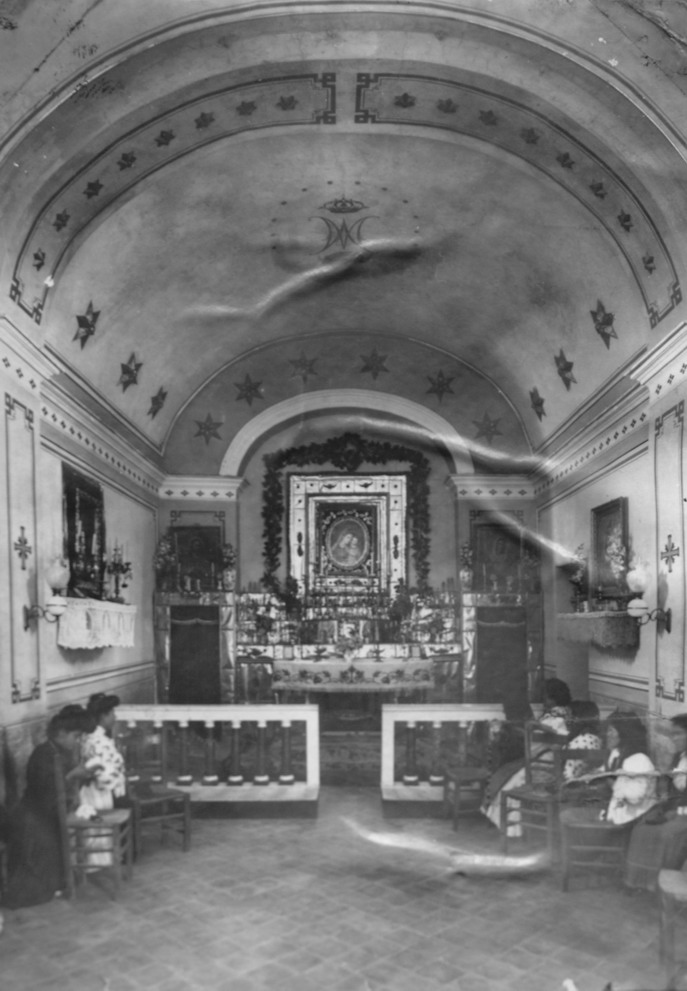
La prima chiesa del 1906 oggi sacrestia

Il Santuario-Parrocchia "Maria Santissima del Buon Consiglio" di Torre del Greco (Città metropolitana di Napoli) figura tra i santuari mariani della regione Campania più recentemente istituiti.
È sede delle attività del presbiterio del XIII decanato dell'Arcidiocesi di Napoli (che comprende i comuni di Torre del Greco, Trecase, Boscotrecase e parte di quello di Torre Annunziata) nonché delle attività per la formazione degli operatori pastorali laici.

## Storia

### Le origini
Il santuario è ubicato in località Santa Maria la Bruna, nella periferia sud-orientale della città di Torre del Greco, e più precisamente nel quartiere di Leopardi (che deve il proprio nome al poeta Giacomo Leopardi che, in questo territorio, trascorse l'ultimo periodo della sua vita).
La fondazione e la realizzazione dell'intero complesso, che ebbe inizio il 25 maggio 1902, si devono al sacerdote don Raffaele Scauda (originario di Torre Annunziata) che volle quest'opera per aiutare l'infanzia abbandonata del luogo che, a quei tempi, rappresentava una delle forme di povertà sociale più urgente.
La piccola struttura originaria, corrispondente all'attuale sagrestia, fu completata nel 1906, anno in cui fu portata la tela della Madre del Buon Consiglio, dipinta da un anonimo napoletano, che diede il titolo alla chiesa.

### Il primo grande tempio
La marchesa Eleonora De Cillis Carafa D'Andria, dalla grande sensibilità spirituale, affiancò l'opera di don Raffaele Scauda con l'impiego dei suoi beni.
Nel 1926, fu costruita la chiesa grande per accogliere i numerosi pellegrini che accorrevano sempre più numerosi e fu ampliata anche la struttura adiacente per accogliere i bambini orfani e/o abbandonati.

### Il bombardamento e la ricostruzione
Durante la seconda guerra mondiale il tempio e l'annesso orfanotrofio furono distrutti: era il 15 settembre 1943. Rimase intatta solo la parete su cui era posta l'effigie della Madonna.
Affinché si potesse ricostruire il tempio e ridar vita alle opere caritative annesse, don Raffaele Scauda girò i paesi limitrofi per raccogliere fondi, meritando l'appellativo di "facchino della Madonna". La ricostruzione terminò nell'anno 1954.
Fin dagli inizi don Raffaele ebbe come riferimento ed amico il beato Bartolo Longo, fondatore del santuario della Beata Vergine del Rosario di Pompei, il quale incoraggiò molto l'opera del nascente santuario, specialmente le iniziative di carità in favore dei bambini.
L'orfanotrofio accolse per tutto il periodo bellico e post-bellico centinaia di orfanelle che trovarono accoglienza e formazione. Tutto questo fu realizzato anche grazie all'aiuto della congregazione delle Suore di Sant'Antonio (fino al 1934) e di quella delle Suore Stimmatine (dal 1935 in poi).
Don Raffaele Scauda morì il 2 giugno 1961.

## Il santuario e la carità
L'opera di carità a favore degli orfani si espresse in una serie di attività che, oltre all'istruzione scolastica, contribuì anche al loro inserimento nel mondo del lavoro grazie alla creazione di laboratori artigianali e di corsi di formazione.
Essendo mutati i tempi e le modalità assistenziali, la realtà dell'orfanotrofio cessò di esistere agli inizi degli anni ottanta. Oggi, il santuario realizza e promuove numerose iniziative avviate dalla Caritas diocesana.